# سفرهای گالیور در میان لیلیپوتی‌ها و غول‌ها
سفرهای گالیور در میان لیلیپوتی‌ها و غول‌ها (به فرانسوی:Le Voyage de Gulliver à Lilliput et chez les Géants) فیلمی‌ست فرانسوی در ژانر فانتزی به کارگردانی ژرژ ملی‌یس که در سال ۱۹۰۲ ساخته شد. این فیلم برگرفته از رمانی با همین نام از جاناتان سوییفت است.